# Il sepolcro di Gengis Khan
Il sepolcro di Gengis Khan (anche noto come La compagnia dei serpenti - Il sepolcro di Gengis Khan) è un romanzo d'avventura fantastico-fantascientifico per ragazzi di Giulio Leoni pubblicato dalla Arnoldo Mondadori Editore nel 2006.

## Trama
La Compagnia dei Serpenti è formata da Riccardo, esperto di motori con un debito in storia, Gianni, il "secchione" del gruppo, e Milena si trova momentaneamente a Roma. I tre vengono a sapere della scomparsa del professor Minnicozzi, amico della madre di Gianni, e decidono di andare a casa sua per trovare degli indizi. Lì trovano un antico pugnale, sul cui manico si trovano degli strani simboli.

Gianni, appassionato di ufologia chiede aiuto per decifrarli all'autore della rivista Mystero, che s'inventa però storie su alieni e astronavi sotto i fori di Roma. Milena e Riccardo su richiesta di Gianni si recano nelle gallerie vicino ai fori, ma essendo queste vietate ai non addetti ai lavori vengono portati dal commissariato. Lì incontrano l'ispettrice Monti che ascoltata la storia dei tre ragazzi e decide di lasciarli andare.
Con una ricerca su internet la Compagnia dei serpenti scopre che i segni sul pugnale sono lettere di un'antica lingua cinese. Consultano allora un certo Zhao Lin che scoprono far parte della antica triade cinese delle Campanelle Dorate, che cerca nelle varie parti del mondo il sepolcro di Gengis Khan. Dopo numerose indagini scoprono che nel sottosuolo di Roma si trova un'antica tomba cinese, ma non fanno in tempo a rivelarlo a qualcuno che un gruppo di rapinatori, che utilizzava quella galleria per rapinare la Banca d'Italia li rapisce; i rapinatori sono anche gli stessi che avevano rapito il professor Minnicozzi, che è loro prigioniero. Zhao Lin, che grazie a un informatore della triade era giunto sul posto, riesce a fuggire senza essere catturato. Milena riesce a liberare i compagni e a fuggire anche grazie all'aiuto dell'ispettrice Monti che li seguiva per paura della loro incolumità. I rapinatori vengono catturati grazie a Riccardo che aziona una macchina scavatrice per bloccarli. La compagnia crede che la tomba trovata sia quella di Gengis Khan, ma nessuno gli crede, nemmeno il professore che non ha visto il sarcofago. Inoltre, la misteriosa Triade delle Campanelle Dorate sembra scomparsa nel nulla.